# 光泽锥花
光泽锥花（学名：Gomphostemma lucidum），为唇形科锥花属下的一个种。

## 扩展阅读
維基物種上的相關：光泽锥花